# Люшнево
Люшнево (бел. Люшнева) — деревня в Барановичском районе Брестской области Белоруссии, в составе Новомышского сельсовета. До 2013 года принадлежала Тешевлянскому сельсовету. Население — 154 человека (2019).

## География
Деревня находится в 25 км к северо-западу от центра города Барановичи и в 6 км от границы с Гродненской областью. Местность принадлежит к бассейну Немана, рядом с деревней протекает река Исса, а южнее деревни находятся пруды на ручьях, впадающих в Иссу. Через Люшнево проходит местная автодорога Тешевля — Серебрище. Ближайшая ж/д станция находится в деревне Мицкевичи (линия Барановичи — Лида).

## История
Люшнево известно по письменным источникам с середины XVI века, в конце XVI века принадлежало роду Сапег. Позднее стало родовым гнездом рода Воловичей.
После второго раздела Речи Посполитой (1793) Люшнево вошло в состав Российской империи, в Новогрудский уезд Гродненской губернии. В 1863 году здесь открыто народное училище, в 1870 году построено новое здание православной Успенская церковь.
В 1886 году в селе действовали волостное правление, трактир, водяная мельница и лесопильный завод. В начале XX века село насчитывало 912 жителей.
Согласно Рижскому мирному договору (1921) деревня вошла в состав межвоенной Польши, была центром гмины Слонимского повета. С 1939 года деревня в составе БССР. С 1940 по 1962 год являлась центром сельсовета. В Великую Отечественную войну с конца июня 1941 года до июля 1944 года оккупирована немецко-фашистскими захватчиками.
От существовавшей некогда в Люшнево дворянской усадьбы рода Воловичей не сохранилось ничего кроме незначительных фрагментов парка.

## Население
| Численность населения (по переписи) | Численность населения (по переписи) | Численность населения (по переписи) | Численность населения (по переписи) | Численность населения (по переписи) | Численность населения (по переписи) | Численность населения (по переписи) |
| 1886                                | 1921                                | 1959                                | 1970                                | 1999                                | 2009                                | 2019                                |
| ----------------------------------- | ----------------------------------- | ----------------------------------- | ----------------------------------- | ----------------------------------- | ----------------------------------- | ----------------------------------- |
| 572                                 | ↘332                                | ↗535                                | ↗745                                | ↘457                                | ↘293                                | ↘154                                |

## Достопримечательности
- Успенская церковь (1870 год).
- Братская могила советских воинов и партизан. Похоронены 29 воинов и партизан, погибших в боях с немецкими войсками в 1941—1944 годах. В 1963 году на могиле установлен установлен памятник — скульптура партизана.
- Курган. В 1,8 километра от деревни, в 360 метрах от дороги на Тешевле. Высота 1,7 метра, диаметр 9 метров. Открыл в 1951 году В. С. Останов, обследовали в 1969 году В. Г. Супрун, в 1970 году М. М. Чернявский, в 1980 году Т. С. Бубенько[6].